# Julianne McNamara
Pour les articles homonymes, voir McNamara.
Julianne Lyn McNamara, née le 11 octobre 1965 à Flushing (New York), est une gymnaste artistique américaine. 

## Biographie
Elle est médaillée de bronze en barres asymétriques aux Championnats du monde de gymnastique artistique 1981 à Moscou. Aux Jeux olympiques de 1984 à Los Angeles, elle remporte la médaille d'or en barres asymétriques, qu'elle partage avec la Chinoise Ma Yanhong. Elle est aussi médaillée d'argent au sol et en concours général par équipes.
Julianne McNamara est mariée au joueur de baseball Todd Zeile.

## Palmarès
- American Cup 1981 :
  -  1re au concours général

- American Cup 1982 :
  -  1re égalité au concours général

- American Cup 1983 :
  -  2e au concours général

- American Cup 1984 :
  -  3e au concours général